# Up in the World
Pour plus de détails, voir Fiche technique et Distribution.
Up in the World est un film britannique de John Paddy Carstairs, sorti en 1956. 

## Synopsis
Un laveur de vitres empêche le fils du manoir où il travaille d'être kidnappé.

## Fiche technique
- Titre original: Up in the World
- Réalisation : John Paddy Carstairs
- Scénario : Jack Davies, Henry Blyth, Peter Blackmore
- Direction artistique : Cedric Dawe
- Costumes : Yvonne Caffin
- Photographie : Jack Cox
- Son : Dudley Messenger, Gordon K. McCallum
- Musique : Philip Green
- Montage : John Shirley
- Production exécutive : Earl St. John
- Production : Hugh Stewart
- Société de production : The Rank Organisation
- Société de distribution : J. Arthur Rank Film Distributors
- Pays d'origine :  Royaume-Uni
- Langue originale : anglais
- Format : Noir et blanc — 35 mm — 1,36:1 — son mono
- Genre : Comédie
- Durée : 87 minutes
- Dates de sortie : 
  - Royaume-Uni : 6 décembre 1956
  - Royaume-Uni : 24 juillet 1957

## Distribution
- Norman Wisdom : Norman
- Jerry Desmonde : Major Willoughby
- Maureen Swanson : Jeannie Andrews
- Colin Gordon : Fletcher Hethrington
- Michael Caridia : Sir Reginald
- Lionel Jeffries : Wilson
- Ambrosine Phillpotts : Lady Banderville
- Michael Ward : Maurice
- Jill Dixon : Sylvia
- Edwin Styles : le prestidigitateur
- William Lucas : Mick Bellman
- Cyril Chamberlain : Harper
- Michael Brennan : Gardien de prison
- Eddie Leslie : Max
- Edward Lexy : Détective